# Деражня (Речицкий район)
Деражня (бел. Дзяражня) — деревня в Солтановском сельсовете Речицкого района Гомельской области Белоруссии.

## География

### Расположение
В 7 км на запад от районного центра и железнодорожной станции Речица (на линии Гомель — Калинковичи), 57 км от Гомеля.

### Гидрография
На реке Ведрич (приток реки Днепр).

## Транспортная сеть
Транспортные связи по просёлочной, затем автомобильной дороге Светлогорск — Речица. Планировка состоит из 2 коротких меридиональных улиц, застроенных преимущественно односторонне деревянными усадьбами.

## История
По письменным источникам известна с XVIII века как селение в Речицком повете Минского воеводства Великого княжества Литовского. После 2-го раздела Речи Посполитой (1793 год) в составе Российской империи. В 1850 году собственность казны. В 1879 году обозначена в Речицком церковном приходе. В 1908 году в Ровенскослободской волости Речицкого уезда Минской губернии.
В 1930 году организован колхоз. 17 жителей погибли на фронтах Великой Отечественной войны. Согласно переписи 1959 года в составе совхоза «Демехи» (центр — деревня Солтаново).
До 31 июля 2007 года в составе Демеховского сельсовета.

## Население

### Численность
- 2004 год — 27 хозяйств, 48 жителей.

### Динамика
- 1795 год — 7 дворов.
- 1850 год — 12 дворов, 64 жителя.
- 1897 год — 26 дворов, 190 жителей (согласно переписи).
- 1908 год — в деревне 34 двора, 225 жителей; в одноимённом хуторе 7 дворов, 52 жителя.
- 1959 год — 158 жителей (согласно переписи).
- 2004 год — 27 хозяйств, 48 жителей.